# Tensió anular

Representació d'una molècula de ciclopropà.

La tensió anular o tensió de cicle (en anglès ring strain), en la química orgànica, és la tendència d'una molècula cíclica en un cicloalcà com el ciclopropà, a desestabilitzar-se quan els seus àtoms estan en orientacions espacials en una alta energia no favorable. Les molècules no cícliques no mostren tensió anular perquè els seus àtoms terminals (extrems) no estan connectats per forçar un tipus particular d'orientació espacial.
La tensió anular sorgeix d'una combinació de tensió angular (‘’angle strain'’), tensió de conformació o tensió de Pitzer, i tensió transanular o tensió de van der Waals.

## Exemples
Les molècules amb una alta quantitat de tensió anular consten d'anells de tres i quatre membres fins i tot n'existeixen alguns de cinc membres. Aquests inclouen el ciclopropà, ciclopropè, ciclobutà, ciclobutè, [1,1,1]propelà, [2,2,2]propelà, epòxids, aziridina, ciclopentè, i norbornè. Aquestes molècules tenen angles d'enllaços entre els àtoms dels seus anells que són més aguts que els angles d'enllaç òptims requerits pels seus respectius enllaços sp3 and sp². .

## Síntesi orgànica
L'energia potencial i l'estructura d'enllaç única que és continguda en l'enllaç de les molècules amb tensió anular es pot fer servir per dirigir reaccions de síntesi orgànica. Per exemple en reaccions de polimeritzacions de metàtesi d'obertura d'anells.